# Mauro Benevides
Carlos Mauro Cabral Benevides GOMM (Fortaleza, 21 de março de 1930) é um advogado e político brasileiro filiado ao Movimento Democrático Brasileiro (MDB). Foi presidente do Congresso Nacional durante os governos Collor e Itamar Franco. Pelo Ceará, foi senador e deputado federal, ambos durante dois mandatos, secretário de Justiça durante o governo Parsifal Barroso e deputado estadual por quatro mandatos, além de vereador da capital Fortaleza.

## Vida política

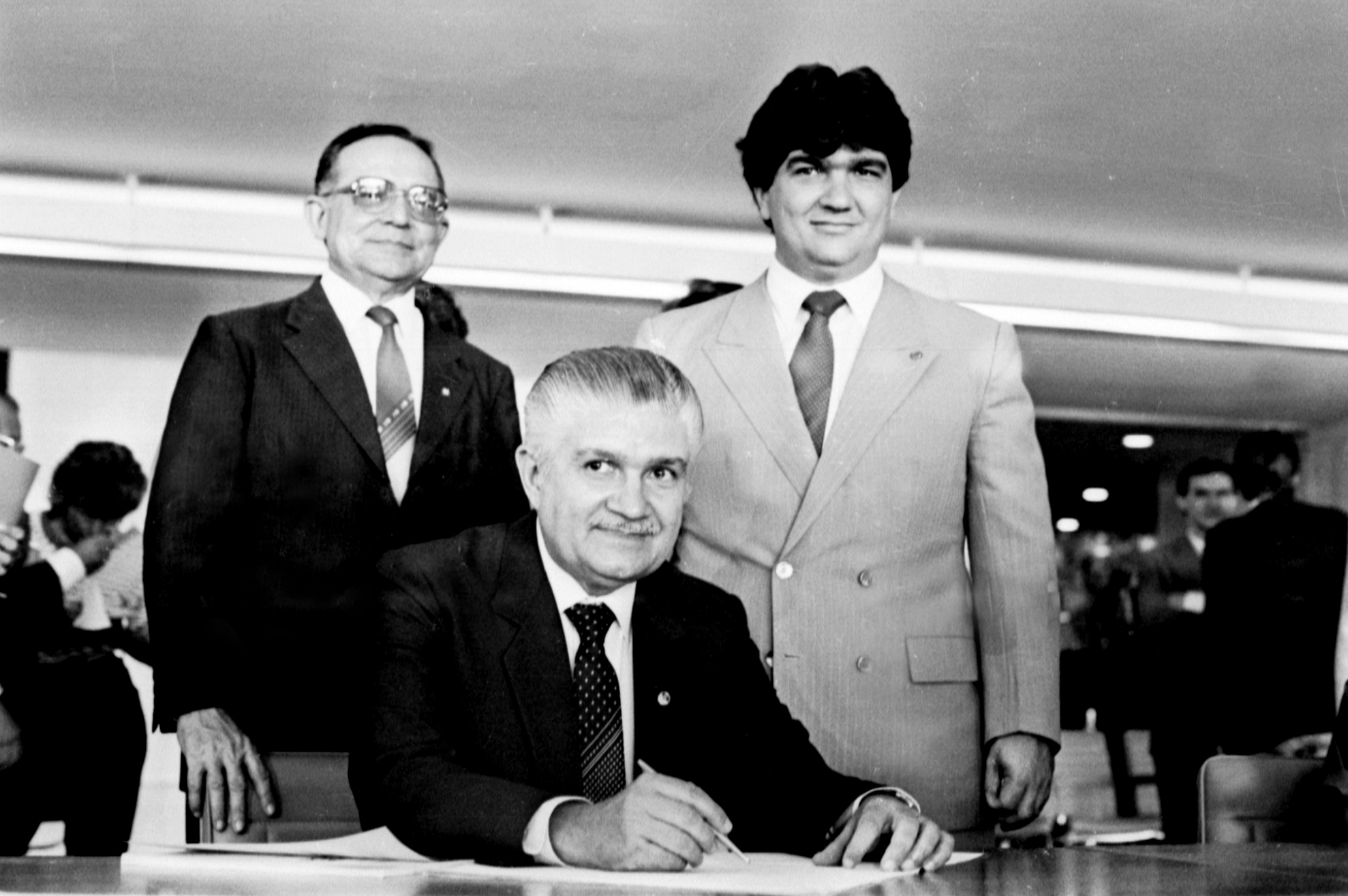
Assinando a Constituição do Brasil em 1988 como membro da Assembleia Nacional Constituinte. (Foto: Célio Azevedo/Agência Senado

Filho de Carlos Eduardo Benevides, que fora deputado estadual, Mauro é formado em Letras pela Faculdade Católica de Filosofia e Direito pela Universidade Federal do Ceará. Foi colunista de jornais como Tribuna do Ceará, Correio Braziliense e Jornal de Brasília. Iniciou sua carreira política como vereador de Fortaleza pelo antigo PSD em 1955. Em 1959 elege-se deputado estadual do Ceará, mantendo-se por quatro mandatos seguidos. Foi presidente da Assembleia Legislativa do Estado.
Com o bipartidarismo imposto pelo Ato Institucional Número Dois em 1966, filiou-se ao MDB, assumindo a presidência do diretório regional em 1969, após a cassação do então presidente, José Martins Rodrigues. Ocuparia este cargo por 27 anos.

## Senado
Elegeu-se senador em 1974. Candidatou-se ao governo do Ceará em 1982, mas foi derrotado pelo candidato do PDS Gonzaga Mota. Convidado pelo governador Franco Montoro ocupou uma diretoria do Banco do Estado de São Paulo (1983-1985) e presidente do Banco do Nordeste no primeiro ano do governo José Sarney (1985-1986) até que foi eleito para o segundo mandato de senador em 1986. Foi vice-presidente da Constituinte e segundo signatário da nova Carta Magna.

Assinatura de Mauro Benevides na Constituição de 1988. Arquivo Nacional.

Foi presidente do Senado (1991-1993), período em que ocorreu o processo de impeachment do então presidente Fernando Collor. Em julho de 1991, Benevides foi admitido por Collor à Ordem do Mérito Militar no grau de Grande-Oficial especial. Ainda assim, votou a favor de seu afastamento. Em 1994 concorre, mas não obtém a reeleição para senador.

## Câmara dos Deputados
Disputa uma vaga para a Câmara dos Deputados em 1998, obtendo a suplência. Assume o mandato temporariamente por alguns períodos entre 1999 e 2003. A poucos dias do fim da legislatura, em 16 de janeiro de 2003 foi efetivado no mandato em lugar de Pinheiro Landim. Nas eleições de 2002 concorre e novamente obtém a suplência. Assume o mandato definitivamente em 1º de janeiro de 2005, com a renúncia de Roberto Pessoa, eleito prefeito de Maracanaú. Em 2006 elege-se efetivamente deputado federal do Ceará. Mais uma vez, em 2010, Mauro Benevides elege-se deputado federal.
Em 2014, foi candidato a deputado federal novamente pelo PMDB, em coligação diferente da que lançou seu filho, Mauro Filho, para o Senado pelo PROS. No entanto, ao obter 60.201 votos, ficou como primeiro suplente.
Em 2016, Mauro assumiu provisoriamente o mandato de deputado federal em razão de licenças por motivos de saúde do deputado Aníbal Gomes. Houve, ademais, outras oportunidades para exercício da função de forma provisória e chegou a propor, em conjunto com o deputado Alberto Fraga (DEM/DF) um Projeto de Lei para autorizar porte de arma para Auditores Fiscais Federais Agropecuários (PL 6070/2016). Entre 08 de julho de 2015 e 18 de maio de 2017, foram mais de 120 pronunciamentos na Câmara dos Deputados. Mauro sempre foi conhecido pelo elevado número de pronunciamentos e projetos: no mandato 2010-2014, foram mais de 2 mil pronunciamentos e cerca de 149 projetos propostos.
Nas eleições de 2018, abriu mão da disputa pela vaga na Câmara pela primeira vez em razão da candidatura de seu filho, Mauro Filho (PDT).

## Filhos
Dos seus seis filhos com sua esposa Maria Regina, três seguiram a carreira política: Régis Benevides, foi vereador em Fortaleza; Carlos Benevides, deputado federal; e Mauro Benevides Filho, deputado estadual.